# Consejo de Asuntos del Continente
El Consejo de Asuntos del Continente (en inglés: Mainland Affairs Counci, MAC; en chino: 大陸委員會, Dàlù Wěiyuánhuì) es una agencia administrativa de nivel ministerial bajo el Yuan Ejecutivo de la República de China. El MAC es responsable de la planificación, desarrollo e implementación de políticas entre la República de China y la República Popular China.
El consejo juega un papel importante en el establecimiento de políticas y el desarrollo de las relaciones con China continental y asesorar al gobierno central. La agencia financia (e indirectamente administra) la Fundación de Intercambio del Estrecho que es el intermediario oficial con la República Popular China. 
Su contraparte en la República Popular China es la Oficina de Asuntos de Taiwán. 

## Historia
En noviembre de 1987, las relaciones entre los dos lados del estrecho de Taiwán han mejorado luego que el gobierno de la República de China comenzó a permitir visitas familiares a China continental. Por consiguiente, el Yuan Ejecutivo estableció el Comité de Asuntos Interinstitucionales del Continente en agosto de 1988 como un grupo de tareas encargado de tratar asuntos relacionados con la China continental entre las autoridades. En abril de 1990, el gobierno de la República de China redactó la Ley Orgánica del Consejo de Asuntos Continentales para fortalecer la formulación de políticas en China continental y mejorar la eficiencia en la formulación de políticas. El 18 de enero de 1991, el Yuan Legislativo aprobó la tercera lectura de la ley. El 28 de enero de 1991, la ley fue promulgada por el presidente Lee Teng-hui, por lo que autorizó oficialmente al Consejo de Asuntos del Continente a ser la agencia encargada de planificar y manejar los asuntos con la China continental.